# Neoplatytaenia
Neoplatytaenia es un género de plantas herbáceas perteneciente a la familia de las apiáceas.Comprende 3 especies descritas y de estas, las 2 pendientes de aceptar.

## Taxonomía
El género fue descrito por A. M. Geldikhanov y publicado en Botaničeskij Žhurnal (Moscow & Leningrad) 75: 711. 1990.

## Especies seleccionadas
A continuación se brinda un listado de las especies del género Neoplatytaenia descritas hasta julio de 2013, ordenadas alfabéticamente. Para cada una se indica el nombre binomial seguido del autor, abreviado según las convenciones y usos.
- Neoplatytaenia dichotoma (Boiss.) Geld.
- Neoplatytaenia pamirica (Lipsky) Geld.